# رییناتس
رییناتس (به صربی: Reljinac) یک منطقهٔ مسکونی در صربستان است که در پروکوپلیه واقع شده‌است. رییناتس ۶۱۱ نفر جمعیت دارد.